# Mistrzostwa Europy w Saneczkarstwie 1976
23. Mistrzostwa Europy w saneczkarstwie 1976 odbyły się w szwedzkim Hammarstrand. W tym mieście mistrzostwa odbyły się już drugi raz (wcześniej w 1970). Rozegrane zostały trzy konkurencje: jedynki kobiet, jedynki mężczyzn oraz dwójki mężczyzn. W tabeli medalowej najlepsze było NRD.

## Wyniki

### Jedynki kobiet
| Medal | Zawodniczka     | Narodowość | Czas | Strata |
| ----- | --------------- | ---------- | ---- | ------ |
|       | Wiera Zozula    | ZSRR       |      |        |
|       | Agneta Lindskog | Szwecja    |      |        |
|       | Halina Biegun   | Polska     |      |        |

### Jedynki mężczyzn
| Medal | Zawodnik              | Narodowość | Czas | Strata |
| ----- | --------------------- | ---------- | ---- | ------ |
|       | Wolfram Fiedler       | NRD        |      |        |
|       | Michael Gärdebäck     | Szwecja    |      |        |
|       | Hans-Heinrich Winkler | NRD        |      |        |

### Dwójki mężczyzn
| Medal | Zawodnicy                    | Narodowość | Czas | Strata |
| ----- | ---------------------------- | ---------- | ---- | ------ |
|       | Bernd Dreyer/Roland Herdmann | NRD        |      |        |
|       | Alse Strand/Helge Svensen    | Norwegia   |      |        |
|       | Dainis Bremze/Aigars Kriķis  | ZSRR       |      |        |

## Klasyfikacja medalowa
| Miejsce | Państwo  |   |   |   | Razem |
| ------- | -------- | - | - | - | ----- |
| 1.      | NRD      | 2 | 0 | 1 | 3     |
| 2.      | ZSRR     | 1 | 0 | 1 | 2     |
| 3.      | Szwecja  | 0 | 2 | 0 | 2     |
| 4.      | Norwegia | 0 | 1 | 0 | 1     |
| 5.      | Polska   | 0 | 0 | 1 | 1     |